# 韦科·卡尔沃宁
韦科·卡尔沃宁（芬蘭語：Veikko Karvonen，1926年1月5日—2007年8月1日），芬兰男子田径运动员，主攻长跑。他曾代表芬兰参加1952年和1956年夏季奥林匹克运动会田径比赛，其中1956年奥运会获得一枚铜牌。